# 마카비아 경기 대회

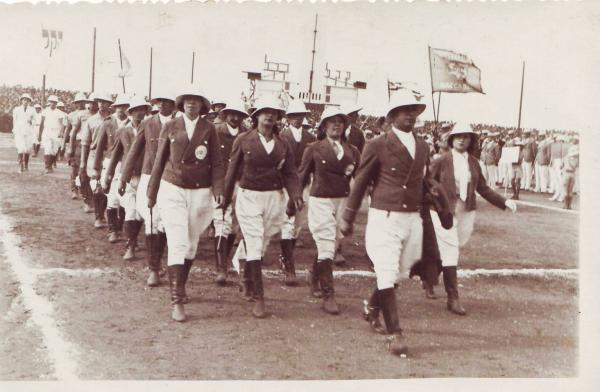
1935년 마카비아 경기 대회

마카비아 경기 대회(Maccabiah Games)는 유대인 스포츠 선수가 참가하는 국제 종합 경기 대회이다. 4년마다 이스라엘의 텔아비브에서 개최된다. 제1회 대회는 1932년에 개최되었다.

## 같이 보기
- 이슬람 연대 경기 대회